# Scott Pilgrim vs. the World
Scott Pilgrim vs. the World is een Amerikaans-Britse-Japans-Canadees komische actie-fantasyfilm uit 2010 onder regie van Edgar Wright. Het verhaal hiervan is gebaseerd op dat uit de stripverhalenreeks Scott Pilgrim. Scott Pilgrim vs. the World won onder meer de Satellite Award voor beste film in een komedie of musical en die voor beste hoofdrolspeler in die categorie (Michael Cera) en de Empire Award voor beste regisseur. Daarnaast waren er nominaties voor onder meer de Saturn Award voor beste fantasyfilm en de Hugo Award voor beste lange productie.

## Verhaal
De 23-jarige Scott Pilgrim is de bassist van de muziekgroep Sex Bob-omb. Wanneer hij Ramona Flowers ontmoet, wordt hij meteen stapelverliefd. Hij doet er alles aan om met haar in contact te komen. Ze maakt hem duidelijk dat ze enkel een relatie met hem kan beginnen als hij haar zeven Evil Exes" (gemene ex-partners) kan verslaan. Zonder het goed te beseffen, gaat Scott de uitdaging aan. De zeven ex-partners zijn alleen geen doetjes. Het wordt een harde en lange strijd.

## Rolverdeling
- Michael Cera - Scott Pilgrim
- Mary Elizabeth Winstead - Ramona Flowers
- Kieran Culkin - Wallace Wells
- Alison Pill - Kim Pine
- Chris Evans - Lucas Lee
- Brandon Routh - Todd Ingram
- Jason Schwartzman - Gideon Graves
- Mark Webber - Stephen Stills
- Anna Kendrick - Stacey Pilgrim
- Mae Whitman - Roxanne "Roxie" Richter
- Brie Larson - Natalie "Envy" Adams
- Ellen Wong - Knives Chau
- Johnny Simmons - "Young" Neil Nordegraff
- Satya Bhabha - Matthew Patel
- Aubrey Plaza - Julie Powers
- Keita Saito - Ken Katayanagi
- Shota Saito - Kyle Katayanagi

## Productie
Bryan Lee O'Malley had nog maar net het eerste deel uit de stripreeks Scott Pilgrim afgewerkt toen zijn uitgever contact opnam met filmproducent Marc E. Platt. In dienst van Universal Pictures ging Platt de stripverhalen verfilmen. O'Malley zat krap bij kas en was niet te vinden voor het filmproject. Hij had schrik dat de filmstudio de reeks zou veranderen in een komische actiefilm met een vervelende acteur als hoofdrolspeler. Maar omdat de verkoop van de filmrechten veel geld opbracht, ging de bedenker van Scott Pilgrim akkoord.
In mei 2005 werd er voor het eerst aan een scenario gewerkt. In januari 2009 ging de selectie van de acteurs van start. De titel van het project werd Scott Pilgrim vs. the World, dezelfde titel als het tweede stripverhaal uit de reeks. Het zesde en laatste deel uit de reeks was nog niet klaar toen de opnames van de film al gestart waren. O'Malley liet de filmmakers weten hoe het laatste deel er zou uitzien, maar merkte dat ze waarschijnlijk toch hun eigen ideeën zouden volgen.
De selectie verliep zoals regisseur Edgar Wright gehoopt had. Nog voor het scenario af was, had hij al Michael Cera en Mary Elizabeth Winstead in gedachten. Verder was hij blij dat hij zowel bekende namen, als totaal onbekende personen kon combineren. Naar verluidt kwam de filmstudio tijdens de keuze van de acteurs nooit tussenbeide.
In maart 2009 gingen de opnames van start. Zo'n vijf maanden later zat het filmen er op en konden de post-productie en promotie beginnen. Op 25 maart 2010 werd de eerste trailer uitgebracht. Twee maanden later verscheen de volgende trailer. En nog wat later werd er op het internet zelfs een interactieve trailer uitgebracht. Verder kregen ook enkele nevenpersonages uit de film extra aandacht tijdens de promotiecampagne. Zo speelt Chris Evans in de film een acteur die voornamelijk in actiefilms meespeelt. Voor de promotie van zijn personage werden er verscheidene filmposters van deze fictieve actiefilms verspreid. Deze posters waren parodieën op bekende actiefilms als The Fast and the Furious en Mission: Impossible. Niet veel na de première van de film kwam er ook een gelijknamig videospel op de markt.
De meningen over de film liepen uiteen, maar over het algemeen werd hij redelijk goed ontvangen, al werden er minder bioscoopkaartjes verkocht dan gehoopt. Door het succes van onder meer The Expendables bracht de film in de Verenigde Staten 4,5 miljoen dollar in het laatje tijdens de openingsavond.

## Trivia

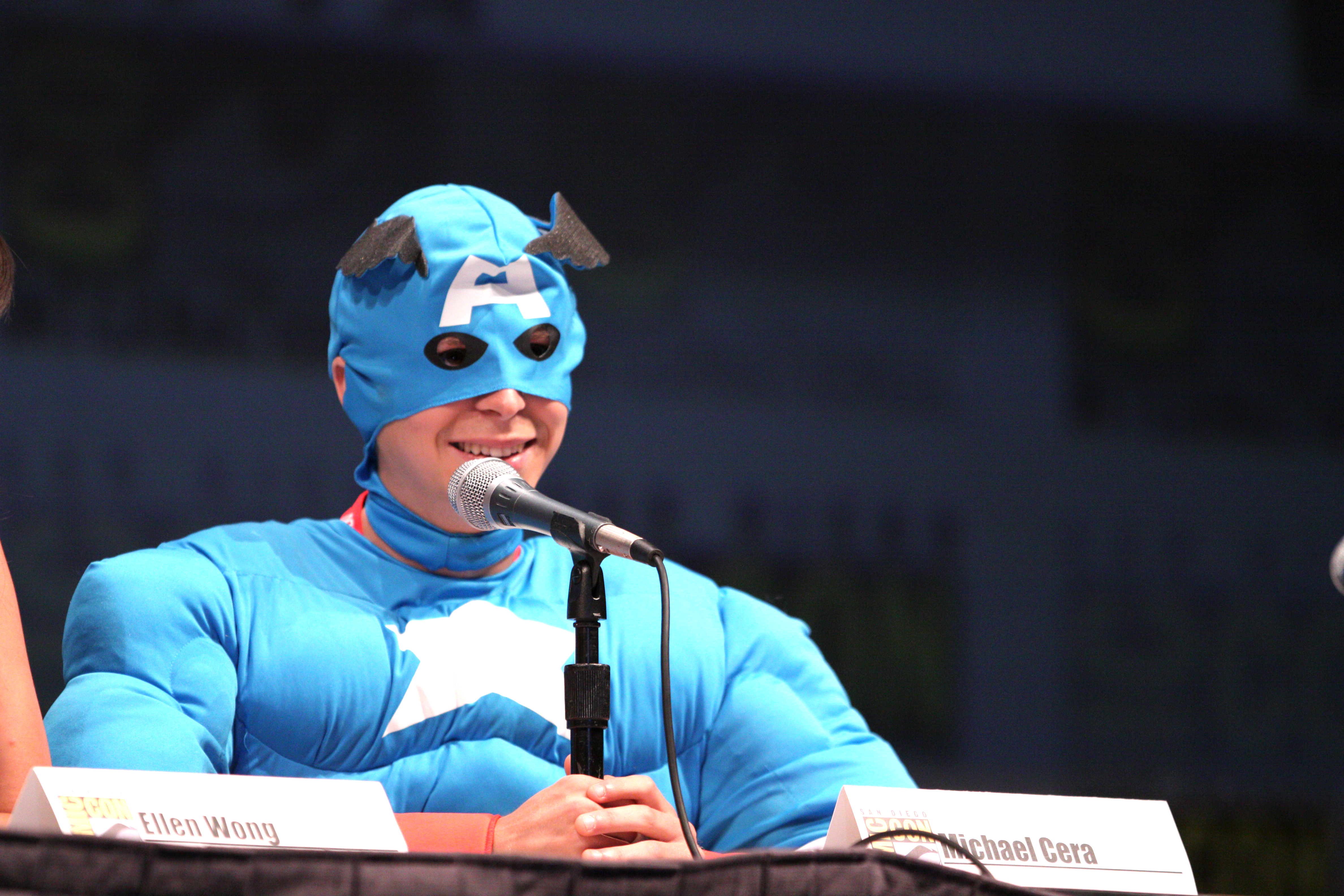
Michael Cera tijdens de promotie van de film als Captain America, een verwijzing naar het superheldpersonage van zijn medespeler Chris Evans.

- Ellen Wong deed drie keer auditie en kreeg uiteindelijk een rol toen regisseur Edgar Wright te weten kwam dat ze een groene gordel had in taekwondo.
- Michael Cera kreeg de hoofdrol nadat de regisseur hem aan het werk had gezien in Arrested Development.
- Anna Kendricks personage is de jongere zus van Cera's personage Scott Pilgrim. In werkelijkheid is Kendrick drie jaar ouder dan Cera.
- Cera bezocht de Comic-Con International om de film te promoten. Hij verscheen voor de pers en het publiek in een kinderkostuum van Captain America, een verwijzing naar zijn medespeler Chris Evans die na de opnames van Scott Pilgrim vs. the World in de huid kroop van deze superheld voor de film Captain America: The First Avenger (2011).
- De band waar Scott Pilgrim in speelt heet Sex Bob-omb. Dat is een verwijzing naar het nummer Sex Bomb van zanger Tom Jones. Bob-omb is ook de naam van een wandelende bom in het videospel Mario Bros..